# Ultra-Trail du Mont-Blanc
La Ultra-Trail du Mont-Blanc, en català Ultra Trail del Mont Blanc (UTMB) és una cursa de muntanya d'ultradistància i semi-autosuficiència, que se celebra cada any a finals d'agost des del 2003, als Alps, amb sortida i arribada a Chamonix. Segueix un recorregut de 171 quilòmetres i un desnivell positiu aproximat de 10000 metres, creuant França, Suïssa i Itàlia. És considerat el campionat del món oficiós de les curses d'ultraresistència (ultra trail).
Mentre els millors corredors finalitzen la cursa en poc més de vint hores, la majoria triga de 30 a 45 hores a creuar la línia d'arribada. La competició no atorga premi econòmic al vencedor, tot i que el prestigi d'aquesta cursa no fa necessari qualsevol incentiu addicional.
Des de 2006, s'ha organitzat un segon model de cursa limitat a la meitat del recorregut, seguint les localitat de Courmayeur, Champex i Chamonix, amb el nom de Courmayeur-Champex-Chamonix (CCC). L'any 2009, s'afegí un tercer recorregut anomenat Sur les Traces des Ducs de Savoie (TDS). L'any 2022 s'inclou un nou model de cursa d'iniciació anomenada Experience Trail Courmayeur (ETC). Actualment, les curses organitzades alhora són: Ultra-Trail du Mont-Blanc (171 km +10000 m; abans 166 km +9400 m), Courmayeur-Champex-Chamonix (101 km +6100 m; abans 98 km +5600 m), Sur les Traces des Ducs de Savoie (121 km +7300 m; abans 105 km +6700 m), La Petite Trotte à Léon (300 km +25000 m; abans 250 km +18000 m), De Martigny-Combe à Chamonix (MCC; 40 km +2300 m.) i Experience Trail Courmayeur (ETC; 15 km +1300 m).

## Detalls
- L'organitzadora de la cursa és l'associació Les Trailers du Mont-Blanc.
- El patrocinador oficial de la cursa és la marca esportiva The North Face.
- 1.700 voluntaris hi treballaren a l'edició de 2010.
- Els corredors han de carregar amb un equipament mínim per raons de seguretat. Aquest lot inclou una jaqueta impermeable, roba d'abrigar, reserva d'aigua i menjar, un xiulet, una manta de supervivència i un frontal.
- Hi ha punts d'avituallament sòlid i líquid cada 10–15 km. A més a més, quatre punts són d'especial aprovisionament on s'ofereixen àpats calents, llits i massatges (Chamonix i Les Chapieux a França, Courmayeur a Itàlia i Champex a Suïssa).
- A Courmayeur i Champex, els corredors poden ajudar-se del material que contingui una bossa que prèviament hagin deixat a Chamonix.
- El dorsal de cada corredor conté un xip magnètic que el llegeix a cinquanta punts de control distribuïts al llarg de la cursa. Els temps i les classificacions són disponibles en directe a través d'internet i SMS.
- Els organitzadors apel·len a la solidaritat entre corredors i el respecte pel medi ambient.

## Estadístiques de la UTMB
| Edició | Any  | Participants                                 | Arribades                                    | Guanyador                                    | Temps                                        | Guanyadora                                   | Temps                                        |
| ------ | ---- | -------------------------------------------- | -------------------------------------------- | -------------------------------------------- | -------------------------------------------- | -------------------------------------------- | -------------------------------------------- |
| I      | 2003 | 722                                          | 67                                           | Dachhiri Sherpa                              | 20 hores 5 minuts                            | Kristin Moehl                                | 29 hores 38 minuts                           |
| II     | 2004 | 1.383                                        | 420                                          | Vincent Delebarre                            | 21 hores 6 minuts                            | Colette Borcard                              | 26 hores 53 minuts                           |
| III    | 2005 | 2.000                                        | 774                                          | Christophe Jaquerod                          | 21 hores 11 minuts                           | Lizzy Hawker                                 | 26 hores 53 minuts                           |
| IV     | 2006 | 2.535                                        | 1.151                                        | Marco Olmo                                   | 21 hores 6 minuts                            | Karine Herry                                 | 25 hores 22 minuts                           |
| V      | 2007 | 2.319                                        | 1.437                                        | Marco Olmo                                   | 21 hores 31 minuts                           | Nikki Kimball                                | 25 hores 23 minuts                           |
| VI     | 2008 | 2.500                                        | 1.269                                        | Kílian Jornet                                | 20 hores 58 minuts                           | Lizzy Hawker                                 | 24 hores 56 minuts                           |
| VII    | 2009 | 2.500                                        | 1.382                                        | Kílian Jornet                                | 21 hores 33 minuts                           | Kristin Moehl                                | 24 hores 56 minuts                           |
| VIII¹  | 2010 | 2.400                                        | 1.130                                        | Jez Bragg                                    | 10 hores 30 minuts                           | Lizzy Hawker                                 | 11 hores 7 minuts                            |
| IX²    | 2011 | 2.361                                        | 1.133                                        | Kílian Jornet                                | 20 hores 36 minuts                           | Lizzy Hawker                                 | 25 hores 2 minuts                            |
| X3     | 2012 | 2.483                                        | 2.122                                        | François d'Haene                             | 10 hores 32 minuts                           | Lizzy Hawker                                 | 12 hores 32 minuts                           |
| XI     | 2013 | 2.469                                        | 1.685                                        | Xavier Thévenard                             | 20 hores 34 minuts                           | Rory Bosio                                   | 22 hores 37 minuts                           |
| XII    | 2014 | 2.434                                        | 1.578                                        | François d'Haene                             | 20 hores 11 minuts                           | Rory Bosio                                   | 23 hores 23 minuts                           |
| XIII²  | 2015 | 2.561                                        | 1.631                                        | Xavier Thévenard                             | 21 hores 9 minuts                            | Nathalie Mauclair                            | 25 hores 15 minuts                           |
| XIV²   | 2016 | 2.555                                        | 1.468                                        | Ludovic Pommeret                             | 22 hores 0 minuts                            | Caroline Chaverot                            | 25 hores 15 minuts                           |
| XV4    | 2017 | 2.537                                        | 1.686                                        | François d'Haene                             | 19 hores 1 minut                             | Núria Picas                                  | 25 hores 46 minuts                           |
| XVI    | 2018 | 2.561                                        | 1.778                                        | Xavier Thévenard                             | 20 hores 44 minuts                           | Francesca Canepa                             | 26 hores 3 minuts                            |
| XVII   | 2019 | 2.543                                        | 1.556                                        | Pau Capell                                   | 20 hores 19 minuts                           | Courtney Dauwalter                           | 24 hores 34 minuts                           |
| 2020   | 2020 | Cancel·lada per pandèmia mundial de COVID-19 | Cancel·lada per pandèmia mundial de COVID-19 | Cancel·lada per pandèmia mundial de COVID-19 | Cancel·lada per pandèmia mundial de COVID-19 | Cancel·lada per pandèmia mundial de COVID-19 | Cancel·lada per pandèmia mundial de COVID-19 |
| XVIII  | 2021 | 2.346                                        | 1.521                                        | François d'Haene                             | 20 hores 45 minuts                           | Courtney Dauwalter                           | 22 hores 30 minuts                           |
| XIX    | 2022 | 2.795                                        | 1.789                                        | Kílian Jornet                                | 19 hores 49 minuts                           | Katie Schide                                 | 23 hores 15 minuts                           |
| XX     | 2023 | 2.693                                        | 1.757                                        | Jim Walmsley                                 | 19 hores 37 minuts                           | Courtney Dauwalter                           | 23 hores 29 minuts                           |
| XXI    | 2024 | 2.761                                        | 1.760                                        | Vincent Bouillard                            | 19 hores 54 minuts                           | Katie Schide                                 | 22 hores 9 minuts                            |

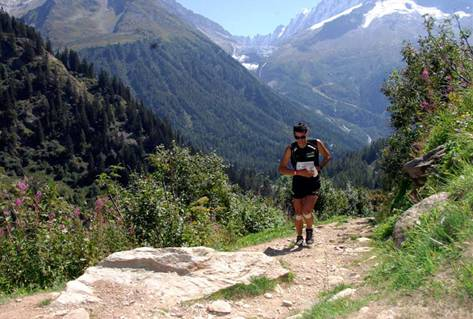
Kílian Jornet a la UTMB de 2008.

- ¹: recorregut reduït a 88 km. pel mal temps.
- ²: recorregut allargat a 170 km. per risc d'esllavissades.
- 3: recorregut reduït a 103 km. pel mal temps.
- 4: recorregut reduït pel mal temps.

## Estadístiques de la CCC
| Edició | Any  | Participants                                 | Arribades                                    | Guanyador                                    | Temps                                        | Guanyadora                                   | Temps                                        |
| ------ | ---- | -------------------------------------------- | -------------------------------------------- | -------------------------------------------- | -------------------------------------------- | -------------------------------------------- | -------------------------------------------- |
| I      | 2006 | 1.054                                        | 854                                          | Alun Powell                                  | 10 hores 53 minuts                           | Corinne Favre                                | 10 hores 35 minuts                           |
| II     | 2007 | 1.609                                        | 1.332                                        | Julien Chorier                               | 10 hores 19 minuts                           | Andréa Zimmermann                            | 12 hores 28 minuts                           |
| III    | 2008 | 2.032                                        | 1.318                                        | Guillaume Le Normand                         | 12 hores 26 minuts                           | Lucy Colquhoun                               | 14 hores 33 minuts                           |
| IV     | 2009 | 1.865                                        | 1.266                                        | Jean-Yves Rey                                | 11 hores 40 minuts                           | Chantal Begue                                | 16 hores 51 minuts                           |
| V      | 2010 | 2.004                                        | 1.677                                        | Xavier Thévenard                             | 11 hores 57 minuts                           | Maud Giraud                                  | 14 hores 7 minuts                            |
| VI     | 2011 | 1.907                                        | 1.591                                        | Emmanuel Gault                               | 10 hores 10 minuts                           | Virginie Govignon                            | 12 hores 47 minuts                           |
| VII¹   | 2012 | 1.913                                        | 1.585                                        | Tòfol Castanyer                              | 8 hores 57 minuts                            | Ellie Greenwood                              | 11 hores 17 minuts                           |
| VIII   | 2013 | 1.910                                        | 1.320                                        | Jordi Bes                                    | 11 hores 23 minuts                           | Caroline Chaverot                            | 14 hores 12 minuts                           |
| IX     | 2014 | 1.945                                        | 1.423                                        | Pau Bartoló                                  | 11 hores 21 minuts                           | Anne Lise Rousset                            | 14 hores 28 minuts                           |
| X      | 2015 | 2.127                                        | 1.470                                        | Zach Miller                                  | 11 hores 53 minuts                           | Ruth Charlotte Croft                         | 12 hores 54 minuts                           |
| XI     | 2016 | 2.123                                        | 1.386                                        | Michel Lanne                                 | 12 hores 10 minuts                           | Mimmi Kotka                                  | 13 hores 42 minuts                           |
| XII¹   | 2017 | 2.155                                        | 1.742                                        | Hayden Hawks                                 | 10 hores 24 minuts                           | Clare Gallagher                              | 12 hores 13 minuts                           |
| XIII   | 2018 | 2.147                                        | 1.622                                        | Thomas Evans                                 | 10 hores 44 minuts                           | Miao Yao                                     | 11 hores 57 minuts                           |
| XIV    | 2019 | 2.132                                        | 1.578                                        | Luis Alberto Hernando                        | 10 hores 28 minuts                           | Ragna Debats                                 | 12 hores 10 minuts                           |
| 2020   | 2020 | Cancel·lada per pandèmia mundial de COVID-19 | Cancel·lada per pandèmia mundial de COVID-19 | Cancel·lada per pandèmia mundial de COVID-19 | Cancel·lada per pandèmia mundial de COVID-19 | Cancel·lada per pandèmia mundial de COVID-19 | Cancel·lada per pandèmia mundial de COVID-19 |
| XV     | 2021 | 2.011                                        | 1.578                                        | Thibaut Garrivier                            | 10 hores 23 minuts                           | Marta Molist                                 | 12 hores 50 minuts                           |
| XVI    | 2022 | 1.727                                        | 1.341                                        | Petter Engdahl                               | 9 hores 53 minuts                            | Blandine L'Hirondel                          | 11 hores 40 minuts                           |
| XVII   | 2023 | 2.228                                        | 1.650                                        | Jonathan Albon                               | 10 hores 14 minuts                           | Yngvild Kaspersen                            | 11 hores 51 minuts                           |
| XVIII  | 2024 |                                              |                                              | Hayden Hawks                                 | 10 hores 20 minuts                           | Toni McCann                                  | 11 hores 57 minuts                           |

- ¹: recorregut reduït.

## Estadístiques de la TDS
| Edició | Any  | Participants                                 | Arribades                                    | Guanyador                                    | Temps                                        | Guanyadora                                   | Temps                                        |
| ------ | ---- | -------------------------------------------- | -------------------------------------------- | -------------------------------------------- | -------------------------------------------- | -------------------------------------------- | -------------------------------------------- |
| I      | 2009 | 632                                          | 480                                          | Patrick Bohard                               | 14 hores 1 minut                             | Fernanda Maciel                              | 17 hores 17 minuts                           |
| II     | 2010 | Anul·lada                                    | Anul·lada                                    | Anul·lada                                    | Anul·lada                                    | Anul·lada                                    | Anul·lada                                    |
| III    | 2011 | 1.180                                        | 781                                          | Franck Bussiere                              | 15 hores 51 minuts                           | Jolanda Linschooten                          | 17 hores 17 minuts                           |
| IV     | 2012 | 1.464                                        | 633                                          | Dawa Sherpa                                  | 14 hores 37 minuts                           | Agnès Herve                                  | 19 hores 7 minuts                            |
| V      | 2013 | 1.528                                        | 1.022                                        | Arnau Julià                                  | 15 hores 9 minuts                            | Nathalie Mauclair                            | 17 hores 36 minuts                           |
| VI     | 2014 | 1.588                                        | 1.076                                        | Xavier Thévenard                             | 14 hores 10 minuts                           | Teresa Nimes                                 | 18 hores 41 minuts                           |
| VII    | 2015 | 1.807                                        | 1.214                                        | Pau Bartoló                                  | 14 hores 26 minuts                           | Andrea Huser                                 | 16 hores 35 minuts                           |
| VIII   | 2016 | 1.794                                        | 1.060                                        | Pau Capell                                   | 14 hores 45 minuts                           | Delphine Avenier                             | 18 hores 46 minuts                           |
| IX     | 2017 | 1.818                                        | 1.251                                        | Michel Lanne                                 | 14 hores 33 minuts                           | Mimmi Kotka                                  | 15 hores 47 minuts                           |
| X      | 2018 | 1.799                                        | 1.329                                        | Marcin Świerc                                | 13 hores 24 minuts                           | Audrey Tanguy                                | 16 hores 5 minuts                            |
| XI     | 2019 | 1.785                                        | 1.091                                        | Pablo Villa                                  | 18 hores 03 minuts                           | Audrey Tanguy                                | 16 hores 5 minuts                            |
| 2020   | 2020 | Cancel·lada per pandèmia mundial de COVID-19 | Cancel·lada per pandèmia mundial de COVID-19 | Cancel·lada per pandèmia mundial de COVID-19 | Cancel·lada per pandèmia mundial de COVID-19 | Cancel·lada per pandèmia mundial de COVID-19 | Cancel·lada per pandèmia mundial de COVID-19 |
| XII    | 2021 | 433                                          | 212                                          | Erik-Sebastian Krogvig                       | 18 hores 49 minuts                           | Manon Bohard                                 | 23 hores 11 minuts                           |
| XIII   | 2022 | 1.774                                        | 1.072                                        | Ludovic Pommeret                             | 18 hores 37 minuts                           | Martina Valmassoi                            | 22 hores 42 minuts                           |
| XIV    | 2023 | 1.649                                        | 998                                          | Christian Meier                              | 19 hores 36 minuts                           | Maryline Nakache                             | 23 hores 37 minuts                           |
| XV     | 2024 |                                              |                                              | Thibault Marquet                             | 18 hores 59 minuts                           | Marie Dohin                                  | 24 hores 6 minuts                            |

## Estadístiques de l'OCC
| Edició | Any  | Participants                                 | Arribades                                    | Guanyador                                    | Temps                                        | Guanyadora                                   | Temps                                        |
| ------ | ---- | -------------------------------------------- | -------------------------------------------- | -------------------------------------------- | -------------------------------------------- | -------------------------------------------- | -------------------------------------------- |
| I      | 2014 | 1.200                                        | 1.109                                        | Nicolas Martin                               | 5 hores 7 minuts                             | Sonia Glarey                                 | 6 hores 37 minuts                            |
| II     | 2015 | 1.442                                        | 1.317                                        | Marc Pinsach                                 | 5 hores 21 minuts                            | Celia Chiron                                 | 6 hores 41 minuts                            |
| III    | 2016 | 1.413                                        | 1.232                                        | Xavier Thévenard                             | 5 hores 28 minuts                            | Mercedes Arcos                               | 6 hores 54 minuts                            |
| IV     | 2017 | 1.565                                        | 1.468                                        | Marc Lauenstein                              | 5 hores 19 minuts                            | Eli Gordón                                   | 6 hores 12 minuts                            |
| V      | 2018 | 1.572                                        | 1.478                                        | Erenjia Jia                                  | 5 hores 28 minuts                            | Ruth Charlotte Croft                         | 5 hores 53 minuts                            |
| VI     | 2019 | 1.605                                        | 1.474                                        | Stian Angermund-Vik                          | 5 hores 19 minuts                            | Ruth Charlotte Croft                         | 5 hores 50 minuts                            |
| 2020   | 2020 | Cancel·lada per pandèmia mundial de COVID-19 | Cancel·lada per pandèmia mundial de COVID-19 | Cancel·lada per pandèmia mundial de COVID-19 | Cancel·lada per pandèmia mundial de COVID-19 | Cancel·lada per pandèmia mundial de COVID-19 | Cancel·lada per pandèmia mundial de COVID-19 |
| VII    | 2021 | 1.464                                        | 1.359                                        | Jonathan Albon                               | 5 hores 2 minuts                             | Blandine L'Hirondel                          | 5 hores 45 minuts                            |
| VIII   | 2022 | 1.509                                        | 1.333                                        | Manuel Merillas                              | 5 hores 18 minuts                            | Sheila Avilés                                | 6 hores 10 minuts                            |
| IX     | 2023 | 1.729                                        | 1.643                                        | Stian Angermund-Vik                          | 4 hores 42 minuts                            | Toni McCann                                  | 5 hores 18 minuts                            |
| X      | 2024 |                                              |                                              | Eli Hemming                                  | 5 hores 11 minuts                            | Miao Yao                                     | 5 hores 54 minuts                            |

## Estadístiques de l'MCC
| Edició | Any  | Participants                                 | Arribades                                    | Guanyador                                    | Temps                                        | Guanyadora                                   | Temps                                        |
| ------ | ---- | -------------------------------------------- | -------------------------------------------- | -------------------------------------------- | -------------------------------------------- | -------------------------------------------- | -------------------------------------------- |
| I      | 2018 | -                                            | -                                            | César Costa                                  | 3 hores 35 minuts                            | Kate Pallardy                                | 4 hores 30 minuts                            |
| II     | 2019 | -                                            | -                                            | César Costa                                  | 3 hores 40 minuts                            | Laure Desmurs                                | 4 hores 31 minuts                            |
| 2020   | 2020 | Cancel·lada per pandèmia mundial de COVID-19 | Cancel·lada per pandèmia mundial de COVID-19 | Cancel·lada per pandèmia mundial de COVID-19 | Cancel·lada per pandèmia mundial de COVID-19 | Cancel·lada per pandèmia mundial de COVID-19 | Cancel·lada per pandèmia mundial de COVID-19 |
| III    | 2021 | 967                                          | 921                                          | Anthony Felber                               | 3 hores 39 minuts                            | Lucille Germain                              | 4 hores 23 minuts                            |
| IV     | 2022 | 972                                          | 907                                          | Ludvik Fernandes                             | 3 hores 54 minuts                            | Candice Fertin                               | 4 hores 24 minuts                            |
| V      | 2023 |                                              |                                              | Simon Paccard                                | 3 hores 20 minuts                            | Clémentine Geoffray                          | 3 hores 47 minuts                            |
| VI     | 2024 |                                              |                                              | Kevin Vermeulen                              | 3 hores 34 minuts                            | Iris Pessey                                  | 4 hores 12 minuts                            |

## Estadístiques de l'ETC
| Edició | Any  | Participants | Arribades | Guanyador         | Temps             | Guanyadora      | Temps             |
| ------ | ---- | ------------ | --------- | ----------------- | ----------------- | --------------- | ----------------- |
| I      | 2022 | 773          | 764       | Jan Margarit      | 1 hores 24 minuts | Ikram Rharsalla | 1 hores 49 minuts |
| II     | 2023 |              |           | Roberto Delorenzi | 1 hores 19 minuts | Sara Alonso     | 1 hores 37 minuts |
| III    | 2024 |              |           | Lukas Ehrle       | 1 hores 19 minuts | Anaëlle Bondoux | 1 hores 32 minuts |